# Stazione di Toyohashi
La stazione di Toyohashi (豊橋駅 Toyohashi-eki?) è la principale stazione della città di Toyohashi, nella prefettura di Aichi. La stazione è servita dalle linee del Tōkaidō Shinkansen, la linea principale Tōkaidō, la linea Iida e dalle ferrovie private Meitetsu. Caso unico nelle stazioni giapponesi, in questa stazione non è necessario uscire dall'area JR attraverso i tornelli per prendere i treni di una compagnia privata.
La stazione è gestita da JR Central.

## Storia
Dopo l'apertura della stazione nel 1888, dal 1897 è passata sotto il controllo delle Ferrovie Toyokawa fino alla nazionalizzazione, avvenuta nel 1943. Per quanto riguarda la sezione non JR, nel 1927 iniziò il servizio fra Toyohashi e la stazione di Ina, operata dalle Ferrovie Elettriche di Aichi, poi passata sotto la gestione delle Ferrovie Meitetsu fino ad oggi.

## Linee
JR Central
 Tōkaidō Shinkansen
■ Linea principale Tōkaidō
■ Linea Iida (per Toyokawa, Iida e Tatsuno)
Ferrovie Meitetsu
● Linea Meitetsu Nagoya principale

## Struttura
La stazione è costituita da cinque marciapiedi a isola con otto binari in superficie, utilizzati sia dalle linee regionali JR che dalla linea Meitetsu Nagoya, che qui fa capolinea. La sezione Shinkansen è costituita da 3 binari su viadotto con un marciapiede laterale e uno a isola.
| 1-2   | ■ Linea Iida                       | per Toyokawa e Iida                   |
| 3     | ● Linea Meitetsu Nagoya principale | per Higashi-Okazaki e Meitetsu Nagoya |
| 4     | ■ Linea principale Tōkaidō         | per Okazaki, Nagoya e Ōgaki           |
| 4     | ■ Linea Iida                       | per Toyokawa e Iida                   |
| 5-8   | ■ Linea principale Tōkaidō         | per Hamamatsu e Shizuoka              |
| 5-8   | ■ Linea principale Tōkaidō         | per Okazaki e Nagoya                  |
| 11-12 | Tōkaidō Shinkansen                 | per Shizuoka, Shin-Yokohama e Tokyo   |
| 13    | Tōkaidō Shinkansen                 | per Nagoya, Shin-Osaka e Hiroshima    |

## Stazioni adiacenti
| ≪                        | Servizio                     | ≫                        |
| Linea principale Tōkaidō | Linea principale Tōkaidō     | Linea principale Tōkaidō |
| ------------------------ | ---------------------------- | ------------------------ |
| Futagawa                 | Locale Rapido Sezionale      | Nishi-Kozakai            |
| Capolinea                | Rapido                       | Gamagōri                 |
| Futagawa                 | Nuovo Rapido Rapido Speciale | Gamagōri                 |
| Linea Iida               |                              |                          |
| Capolinea                | Locale                       | Funamachi                |
| Capolinea                | Rapido Locale veloce         | Kozakai                  |
| Linea Meitetsu Nagoya    |                              |                          |
| Capolinea                | Locale                       | Ina                      |
| Capolinea                | Espresso limitato            | Kōzu                     |
| Capolinea                | Espresso limitato rapido     | Higashi-Okazaki          |